# Bermudas en los Juegos Paralímpicos de Tokio 2020
Bermudas estuvo representada en los Juegos Paralímpicos de Tokio 2020 por un deportista femenina. El equipo paralímpico bermudeño no obtuvo ninguna medalla en estos Juegos.